# 513 Centesima
513 Centesima је астероид главног астероидног појаса. Приближан пречник астероида је 50,15 km,
а средња удаљеност астероида од Сунца износи 3,015 астрономских јединица (АЈ).
Инклинација (нагиб) орбите у односу на раван еклиптике је 9,714 степени, а орбитални период износи 1912,882 дана (5,237 година). Ексцентрицитет орбите астероида износи 0,079.
Апсолутна магнитуда астероида износи 9,75 а геометријски албедо 0,088.
Астероид је откривен 24. августа 1903. године.